# آيفون 4
آيفون 4 (بالإنجليزية: iPhone 4)‏ هاتف ذكي لمسي من تصميم وتطوير شركة أبل وكانت شركة فوكسكون مسؤولة عن تصنيعه، ويُعدّ الجيل الرابع من هواتف الآيفون، يتم التركيز في تسويقه على أنه جهاز قادر على القيام بالمكالمات المرئية وتشغيل الوسائط الإعلامية مثل الكتب والمجلات الرقمية، ووسائط الفيديو والموسيقى، والألعاب، والولوج إلى الشابكة وتفقد البريد الإلكتروني. تم الإعلان عن الجهاز في مؤتمر آبل العالمي للمطورين 2010 في قاعة مركز موسكون بمدينة سان فرانسيسكو. وطرح في الأسواق يوم 24 يونيو 2010 في كل من الولايات المتحدة، وفرنسا، وألمانيا، والمملكة المتحدة، واليابان.
يعمل الآيفون 4 بنظام تشغيل آي أو إس وهو نفس النظام المستخدم في أجهزة الآيفون السابقة والآي باد والآي بود تاتش، يتم التحكم بالشاشة متعددة اللمس عن طريق الإصبع بشكل أساسي كالطرازات السابقة.
أول ما يُلاحظ من أوجه الاختلاف في الآيفون 4 عن سابقيه هيكله المُجدَّد، الذي يتضمن إطاراً فولاذياً مقاوماً للصدأ دون عازل حيث يقوم بدور هوائي تقنيات الاتصال في الجهاز، وتقع المكونات الداخلية للجهاز بين طبقتين من زجاج الألومينوسيليكات المعزز كيميائياً. يوجد بينهما معالج أبل ايه 4 وذاكرة عشوائية بسعة 512 ميجا بايت من نوع ذ.و.ع.د.م. يحتوي الجهاز على شاشة بقياس 3.5 بوصة (89 ملم) من نوع إل سي دي بإضاءة إل إي دي خلفية بدقة 960x640، أمكن الوصول إلى هذه الدقة بفضل تقنية تسوّق باسم "Retina Display".
أفاد بعض مشتري الآيفون 4 بوجود مشكلة في الإشارة حين إمساكه بطريقة معينة، وعلى إثر الانتقادات قدّمت الشركة عرضاً انتهى في 30 سبتمبر 2010 يتيح أنواعاً من الأغطية مجاناً كحل للمشكلة (بحيث يعمل الغطاء كحاجز بين يد الإنسان والهوائي)، وعرضاً آخر لم يحدد موعد لانتهائه يتيح إرجاع الهاتف في غضون 30 يوماُ بعد الشراء.

## تاريخه

### تسرب النماذج الأولية
ظهر (وقبل الإعلان عن الجهاز رسمياً في 7 يونيو 2010) نموذجان أوليان من الجهاز علناً وتناقلت صورهما وسائل الإعلام، ما عُد خرقاً غير اعتيادي لسرية المنتجات لدى أبل، كثيرٌ من المواصفات التي تُكُهِن بها تلك الفترة كانت دقيقة إلى حد كبير.

#### موقع جيزمودو
في 9 أبريل 2010 أعلن موقع جيزمودو التقني أنه قام بشراء نموذج أولي مسرب من الجهاز بقيمة 5000$ دولار، وقام بإجراء مراجعة اقتصرت على عتاد الجهاز حيث تم إخماد النظام عن بُعد بَعد اكتشاف اختفائه من الشركة. وذكر الموقع أن النموذج كان قد فُقد من مهندس برمجيات في أبل يدعى جري باول في ريدوود، كاليفورنيا. بعد مدة قصيرة من نشر جيزمودو لمراجعته عن الجهاز وصلت الموقع رسالة من وكيل أبل القانوني تحمل طلباً رسمياً بإعادة الجهاز إلى الشركة، وجاء رد جيزمودو معبراً عن نيتهم بالتعاون. في 22 أبريل قامت شرطة (REACT) وحدة المهمات التابعة لبرنامج HTTAP كاليفورنيا بمداهمة منزل جيسون تشن محرر جيزمودو الذي قام باستعراض النموذج الأولي وصادرت جميع أجهزة الحاسوب والوسائط الرقمية في المنزل. منظمة EFF وصفت ما حدث بأنه انتهاك لقانون حماية الصحافة، فضلاً عن اشتباه باستخدام أبل لنفوذها بصفتها عضواً في لجنة التوجيه المكلفة بالتوجيه والإشراف على وحدة مهمات (REACT) كاليفورنيا لدفع الشرطة بالتصرف بطريقة غير اعتيادية تجاه هذا النوع من الوقائع. أبل كانت بالفعل قد استعادت نموذج الجهاز قبل مداهمة منزل الصحفي. فيما بعد ذكر النائب العام أنه تم إيقاف التحقيق، وتوقف البحث في متعلقات محرر جيزمودو وانتهاء الأمر.

#### موقع تاوفيت
نشرت صورٌ ومقاطع فيديو لنموذج آخر في موقع تاوفيت الفيتنامي في 12 مايو 2010، ويكاد يكون مطابقاً للنموذج الأول ويحتوي على رقاقة أبل ايه 4 التي صممتها الشركة. يُذكر أن الموقع اشترى الجهاز بـ4000$ دولار. تقارير من موقع ديجي تايمز أفادت أن شاشة الجهاز ستكون بدقة 960x640 وهو ما تأكد عند الإعلان عن الجهاز رسمياً.

### الطرح
أتيح الآيفون 4 للطلب المسبق في 15 يونيو 2010. وأبلغ عملاء عن مواجهتهم لمشاكل أثناء محاولتهم للقيام بالطلب في متاجر أبل الإلكترونية في الولايات المتحدة وبريطانيا التي انهارت خوادمها بسبب عدد الطلبات الكبير. نفس المشكلة حدثت مع شركتي الاتصالات إيه تي أند تي وسوفت بانك وكلاء الاتصالات لأبل في أمريكا واليابان على التوالي، وأبلغت الشركة أن الطلبات المسبقة على الجهاز قد تجاوزت العرض. أيضاً فإن متاجر البيع بالتجزئة أمست غير قادرة على إكمال معاملات الطلب المسبق بسبب انهيار ملقماتها. أبل ووكلائها من شركات الاتصالات استقبلوا 600,000 طلب على الآيفون 4 في الأربعٍ وعشرين ساعة الأولى، ما عًد أضخم رقمٍ لطلبات مسبقة استقبلته أبل في يوم واحد لأي جهاز من أجهزتها. ذكر موقع إنغادجت أن جميع وحدات الجهاز المخصصة للطلب المسبق قد انتهت عند الساعة 20:30 بتوقيت ت ع م.
فيما يتعلق بإجمالي الأعداد المباعة، فقد تم بيع 1.7 مليون جهاز آيفون 4 في الثلاث أيامٍ الأولى للطرح.
في يوم 24 يونيو 2010، أصدرت أبل بياناً بأن الآيفون 4 الطراز ذا اللون الأبيض أظهر تحدياً أكبر مما كان متوقعاً أثناء التصنيع، وأرجأت طرحه حتى النصف الثاني من يوليو 2010، لكن الجهاز لم يطرح حتى نوفمبر 2010. وفقاً لمعلومات رسمية من أبل فقد وعدوا أن الجهاز سيحل بأرفف المتاجر ربيع عام 2011.
المشاكل التي واجهتها أبل مع الإصدار الأبيض كانت بأن لون «زر الرئيسة» يتغير بمرور الوقت ويميل للون العاجي، وأيضاً قلة جودة الصور الملتقطة بالفلاش بسبب انعكاسه على السطح الأبيض.
وبعد المؤتمر الصحفي الذي عُقد في 16 يوليو 2010 تم طرح الآيفون 4 في يوم 30 يوليو، ومرة أخرى يوم 28 أغسطس في الدول التالية:
| - الأرجنتين - أستراليا - النمسا - بلجيكا - كندا - التشيك | - الدنمارك - فنلندا - اليونان - هونغ كونغ - أيرلندا - إيطاليا | - لوكسمبورغ - المكسيك - هولندا - نيوزيلندا - النرويج - بولندا | - سنغافورة - سلوفاكيا - إسبانيا - السويد - سويسرا |

## التصميم
تغيّر تصميم الآيفون بشكل واضح في جيله الرابع، بحيث تخلى عن الكثير من ملامح سابقيه، التصميم تم إعداده بواسطة فريق يقوده جوناثان إيف. أبرز التغييرات قد تتجلى في تخلي الجهاز عن طابعه المنحني وجعله مسطحاً تقريباً من الجهتين. التغييرات التي حصلت في إعادة التصميم هذه تأتي ضمن الموجة السائدة حالياً في منتجات أبل كالآي بود والآي ماك من حيث التركيز على النفعية ووحدوية التصميم. والتشابه فيما بينه وبين الأجيال السابقة يتضح في النمط العام لتصميم الجهاز والإطار المعدني عند رؤيته من الأمام. وقد خفضت الأبعاد الكلية في الآيفون 4 عن سابقه، حيث إن أبعاده هي: 4.5 بوصة (110 ملم) كارتفاع و2.31 بوصة (59 ملم) عرضاً، و0.37 بوصة (9.4 مم) في السمك، مقارنة آيفون 3 جي إس، الذي هو بارتفاع 4.55 بوصة (116 ملم) وعرض 2.44 بوصة (62 ملم) وسمك 0.48 بوصة (12 مم)؛ بالإمكان الاستنتاج من المعطيات السابقة أن الآيفون 4 أرق بنسبة 24% عن سابقه الآيفون 3 جي إس. ستيف جوبز قال أثناء إعلانه عن الجهاز: «إن الآيفون 4 هو الهاتف الذكي الأكثر نحافة على الكوكب». نحافة الجهاز تعود إلى أن المهندسين وضعوا الهوائي في الخارج.
يحيط بجوانب الآيفون 4 إطار الفولاذ المقاوم للصدأ والذي يعتبر الدعامة الأساسية لهيكل الجهاز بالإضافة لكونه هوائياً بذاته، حيث يتكون الإطار من جزئين مسؤلين عن بث الإشارة، الأيسر هو هوائي البلوتوث، الواي فاي ونظام التموضع العالمي، والأيمن هو الهوائي الآخر الخاص بالـGSM والـUMTS. وهناك جدل حول ما إذا كان هذا التصميم يتسبب بمشاكل في قوة الإشارة أو حتى توافرها، فإمساك أحد الفراغات بين الهوائيين باليد مباشرة يؤدي إلى جعل مؤشر الشبكة يفقد بعض الإشارات، وذلك بسبب أن يد الإنسان تعمل كموصل بين هوائي الشبكة وهوائي الموجات الأخرى فيحدث تداخل يؤدي إلى ضعف الإرسال، لذلك اقترحت الشركة وضع غطاء يحول بين اليد والهوائي كحل للمشكلة.
تقع المكونات الداخلية بين طبقتين من زجاج الألومينوسيليكات، وقالت أبل في معرض حديثها: «عُزز الزجاج كيميائياً ليكون أصلب بعشرين مرة من البلاستيك وأقوى تحملاً بـثلاثين مرة» مما يسمح عملياً أن يكونا أكثر مقاومة للخدش وأطول استخداماً من الأجيال السابقة.

## العتاد

### الشاشة
قامت أبل بتصميم شاشة الآيفون 4 وأسندت مهمة صناعتها إلى شركة إل جي، الشاشة من نوع TFT LCD وإضاءة LED خلفية وبتقنية اللمس التكاثفي وذات معدل 326 ع.ل.ب (عنصورة لكل بوصة) في مساحة لا تتجاوز 3.5 بوصة (8.9 سم)، بالتالي فدقتها هي 960x640، يبلغ عرض العنصورة في هذه الشاشة 78 ميكرومتر، نسبة تباينها تبلغ 800:1 وتسوق أبل الشاشة تحت اسم "Retina Display" أو (العرض المشابه للعين)، كناية عن دقتها، وبناءً على دراسات تقول بأن أقصى قدر من التفاصيل بإمكان العين البشرية تمييزه من على بُعدِ 12 بوصة (305 ملم) هي في معدل 300 ع.ل.ب. وهذا ما يتوقع أن يتم مع الآيفون 4 حين استخدامه من على بُعدِ 12 بوصة من العينين، أي دقة أعلى لن يكون لها أي تأثير على وضوح الصورة لأن حدود العين البشرية وصلت إلى أقصاها بالفعل.
موضوع الشاشة أثار بعض الجدل، تحديداً في مسألة الدقة وكونها وصلت حقاً إلى أقصى ما يمكن للعين تمييزه، ريموند سونيرا رئيس DisplayMate Technologies قال في مقابلة مع مجلة ويرد بأن ما قاله جوبز به شيء من المغالاة: «من المعقول أن تكون قريبة من العرض المثالي لكن ستيف ذهب بعيداً جداً» سونيرا أكمل قائلاً بأن النسبة الصحيحة هي 477 ع.ل.ب من على بُعدِ 12 بوصة (305 ملم) من العينين.
رغم ذلك، فيل بليت، مؤلف كتاب Bad Astronomy والذي سبق له التعاون مع ناسا في مشروع كاميرا مرصد هابل الفضائي، قال: «إن كان لديك حدة نظر أقوى من 20/20، ثم وقفت على بعد قدم من الآيفون 4، فالصورة ستظهر لك منقطة. لكن إن كان نظرك طبيعياً فالصورة ستكون على ما يرام».

### الكاميرا

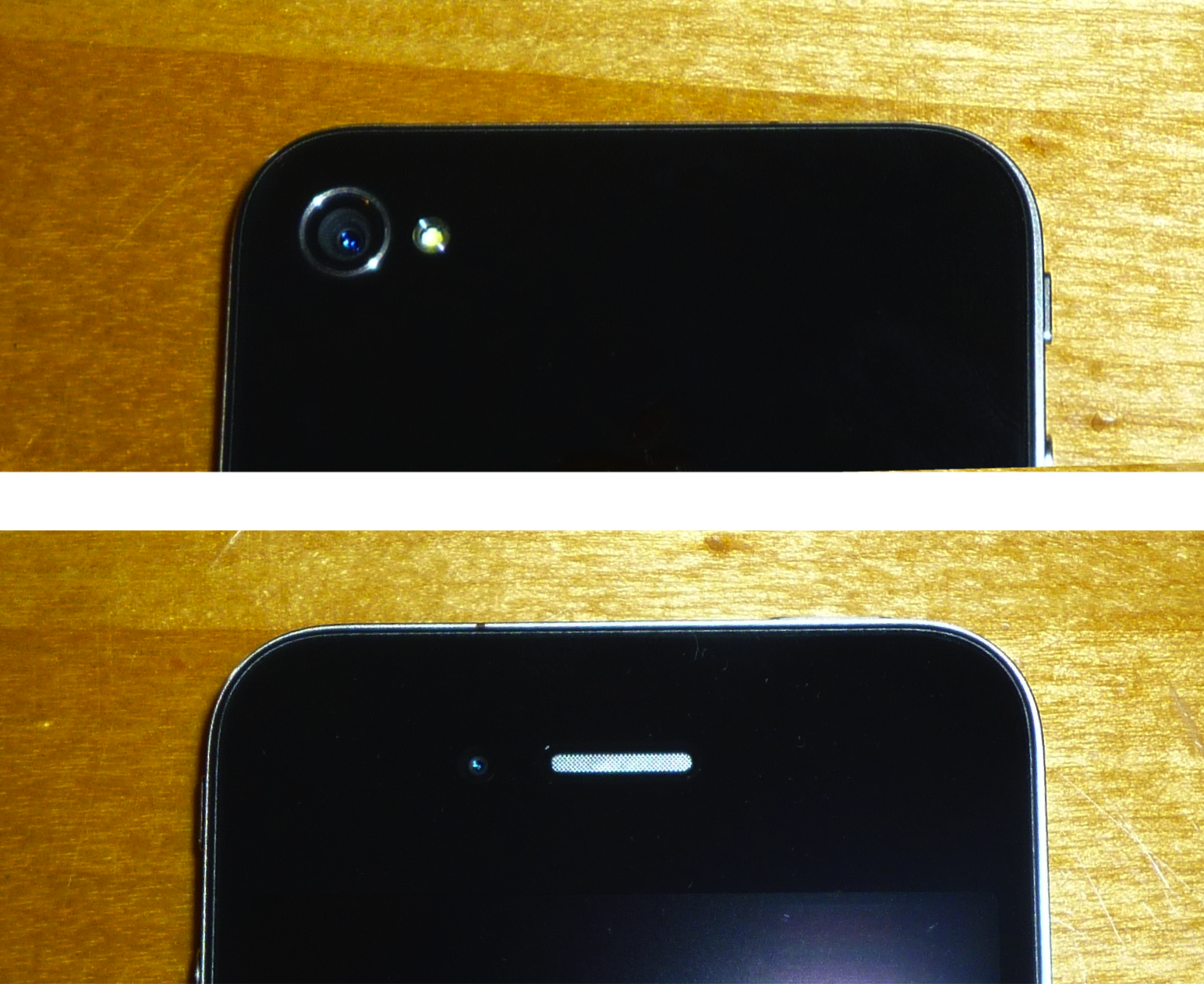
آيفون 4 هو أول طراز من الآيفون احتوى على اثنين من الكاميرات. فلاش الـLED والكاميرا الخلفية يبدوان في الصورة العلوية بينما تبدو الكاميرا الأمامية في السفلية بجانب السماعة.

آيفون 4 يحتوي على كاميرا أمامية، ونوعها VGA، ويحتوي في الخلف على كاميرا ذات 5 ميغابيكسلات مع فلاش من نوع LED ولديها القدرة على تصوير الفيديو بجودة 720p بمعدل 30 إطاراً في الثانية. كلا الكاميرتين يحتويان على ميزة النقر للعزل في التصوير الثابت والفيديو. تحتوي الكاميرا الخلفية على تقريب رقمي بقوة 5x، وتم إضافة ميزة التصوير بالمدى الديناميكي العالي في التحديث رقم 4.1.

### تقنيات الاتصال
بالمقارنة بما أعلنه ستيف جوبز في مؤتمر مطورى أبل 2010, توثيق حديث لهيئة الاتصالات الفيدرالية الأمريكية يوضح أن الآيفون 4 يحتوى على هوائى متعدد يدعم كلا من النظام العالمي للمواصلات الجوالة (GSM) والنظام العالمي للاتصالات المتنقلة (UMTS), وليس لاسلكى رباعى النطاق يدعم كلا التقنيتان السابقتين كما أعلنت أبل، التوثيق يوضح أن الآيفون 4 يدعم التردات: 800,850,900,1900 و2100 ميجاهرتز. تردد 800 ميجاهرتز هو الأكثر شيوعا واستخداما في اليابان ومع ذلك لم تعلن أبل أنه مدعوم. ولكن نطاق التردد 800 ميجاهرتز يعتبر نطاق فرعى من التردد 850 ميجاهرتز وهو ما يفسر سبب إعلان الهاتف على أنه رباعى التردد. تم تصميم مجموعة الشرائح بواسطة سكاى ووركس للحلول وآينفنيون لنسخة GSM.
كما هو الحال مع باقى أجهزة أبل، الآيفون 4 سحتوى على موصل 30 دبوس للتوصيل بالقاعدة وال USB.
الآيفون 4 هو أول جيل من الآيفون يحتوى على مايكروفون إضافى لإلغاء الضوضاء ويقع في أعلى الهاتف بالقرب من مدخل السماعات بينما يقع المايكروفون الأساسي بالأسفل بجوار السماعة الخارجية وموصل ال 30 دبوس.

### مستشعرا الاتجاه والحركة
أضافت ابل في جهاز آيفون الرابع مستشعر الجيروسكوب (جهاز حفظ التوازن) يخدم الثلاث محاور التالية: pitch, roll, and yaw أي الرمي والالتفاف والصعود والانحراف. المستشعر الجديد أضاف للجهاز القدرة على استشعار الحركة القطرية. الجيروسكوب سينضم إلى تقنيات أخرى في الآيفون كالبوصلة الرقمية ومقياس التسارع ليشكل المجموع ستة محاور متكاملة تقدم دقة أعلى في استشعار الحركة.

### المعالج والذاكرة
الآيفون الرابع يعمل بمعالج أبل ايه 4. الذي تقوم بتصنيعه سامسونج طبقاً لتصاميم شركة أبل. المعالج الذي من نوع منظومة على رقاقة يحتوي في داخله على معالج شركة إيه.آر.إم ذي الطراز كورتيكس-ايه8 مدمجاً مع معالج الرسوميات باور ڤي آر-إس جي إكس (PowerVR SGX) من شركة أماجينيشن تيكنولوجيز.
تبلغ سعة الذاكرة العشوائية للجهاز 512 ميغا بايت من نوع ذاكرة الوصول العشوائي الديناميكية المضمنة.

### سعة التخزين وشريحة Micro-SIM
يعمل آيفون 4 بشريحة صغيرة تدعى Micro-SIM وهو نفس نوع شريحة البيانات المستخدمة في آي باد وأصغر من السائدة حالياً (SIM التي استخدمت في الأجيال السابقة)، هذا النوع من الشرائح لا يتوفر عند جميع مشغلي الخدمة في العالم، لكن كحل عملي بالإمكان قص الشريحة العادية وتصغيرها إلى حجم يمكن معه إدخالها في منفذ الشريحة في آيفون 4 وستعمل بلا مشاكل.
كما في الأجيال السابقة، فإن البيانات تخرن في الذاكرة الفلاشية، إما 16 أو 32 جيجا بايت. وعلى عكس المتبع سابقاً فإن السعة لم تعد تُطبع على الجانب الخلفي من الجهاز.

## البرمجيات
يعمل الجهاز بنظام تشغيل آي أو إس الإصدار الرابع، وهو نظام على يعتمد على واجهة مستخدم رسومية. قامت أبل ببناء أول إصداراته عام 2007 مع الجيل الأول من آيفون. النظام في الوقت الحاضر يملك في متجره 425 ألف تطبيق تتنوع ما بين برامج وألعاب.، حصل الهاتف على آخر تحديث لنظام آي أو إس عند الإصدار 7.1.2 الذي اطلقته شركة آبل سنة 2012.

### فيس تايم (برنامج المحادثة المرئية)
يدعم الآيفون 4 المحادثة المرئية عن طريق برنامج فيس تايم، وبالإمكان استخدام الكاميرتين الأمامية والخلفية عبر الشابكة وعن طريق اتصال الواي فاي فقط في الوقت الحالي. ولا يمكن الاتصال عبرها إلا فيما بين أجهزة آيفون 4 أخرى أو مع أجهزة آي بود تاتش الرابع.

#### فيس تايم في المنطقة العربية
لا تظهر ميزة التخاطب المرئي في صفحات الآيفون في مواقع أبل الخاصة ب السعودية و الإمارات، وقامت الشركة في صفحة مشَّغليها المعتمدين بوضع عبارة «خدمة FaceTime غير متوفرة مع مشغِّل الخدمة هذا» كهامش ملحق بأسماء المشَّغلين في الدول المذكورة.
أعلنت الشركتان دو واتصالات وكلاء الآيفون في الإمارات العربية المتحدة بأن الخدمة لن تتوفر هناك وأن الإيقاف قد تم من قبل شركة أبل. ذكر موقع عالم أبل أن الخدمة ستتوقف أيضاً في السعودية وأكمل التأكيد على أن الإيقاف تم من الشركة الأم.، شركة موبايلي أحد الوكيلين الرسميين للآيفون في السعودية أصدرت تعليمات لموظفيها لتفسير سبب اختفاء ميزة الفيس تايم من أجهزة المستخدمين حين استفسارهم بأنه «نظراً للالتزام بأنظمة هيئة الاتصالات وتقنية المعلومات، فإن موبايلي تعتذر عن عدم توفر تطبيق FaceTime حالياً»، وصرح المدير التنفيذي للشركة خالد الكاف أن الإيقاف تم من قِبل أبل معللاً الأمر بقوله: «لعدم وجود تنظيم نظامي لهذه الخدمة لدى بعض الدول في الخليج والشرق الأوسط، والذي يأتي ضمن التزام أبل باحترام أنظمة الاتصالات في العالم» بحسب تعبيره.

## الاكسسوارات

### العازل

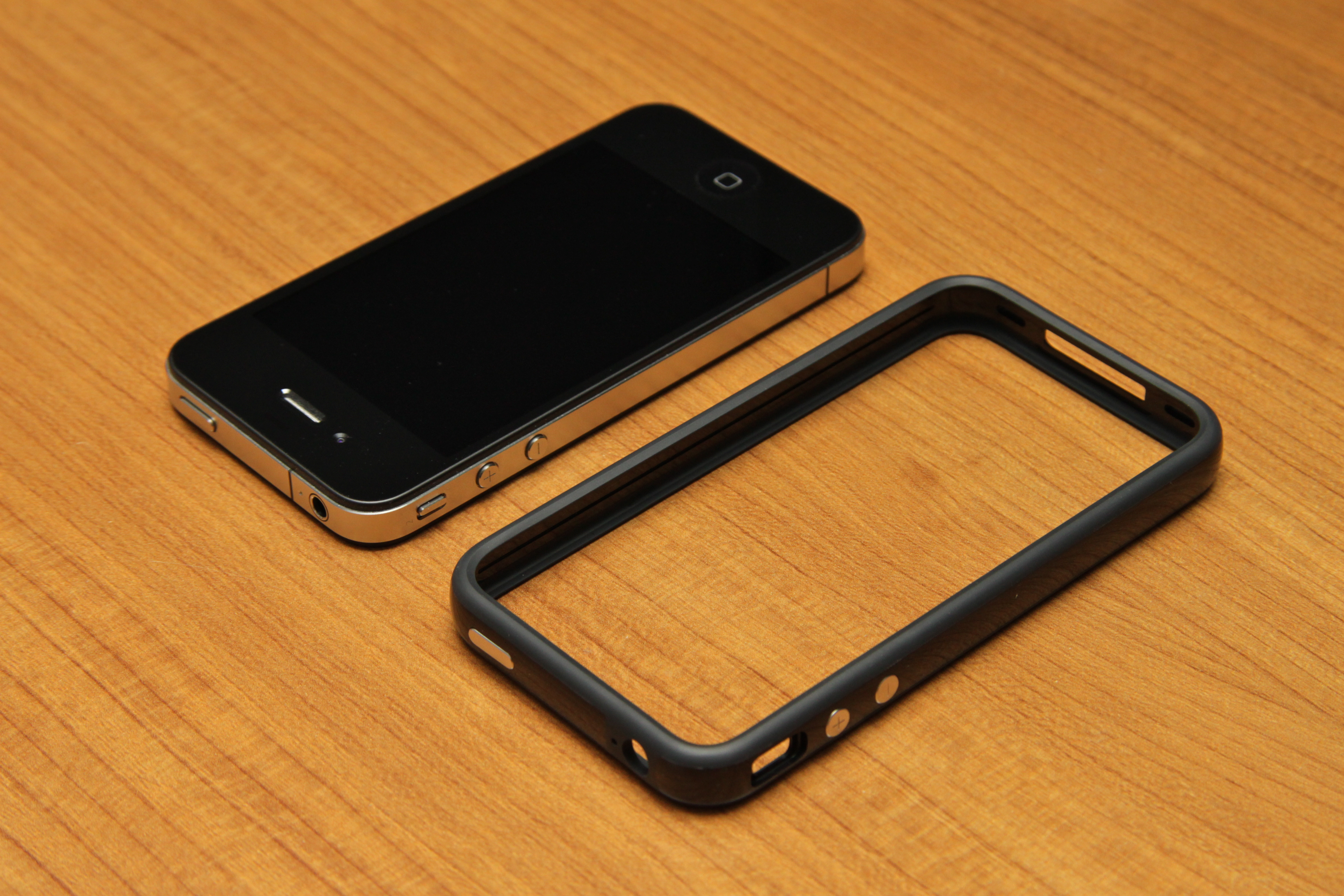
جهاز آيفون 4 بجانبه عازل ذو لون أسود.

العازل الخاص بالآيفون 4 من شركة أبل (Bumper ينطق «بامبر») يباع منفصلاً، وهو حلقة من المطاط والبلاستيك تحيط بالجهاز. العازل يلتف حول الأطراف لحمايتها ويمتد بشكل بسيط إلى الشاشة. الإكسسوارة لا تغطي الشاشة والجهة الخلفية إنما جوانبه فقط. رغم ذلك فالحماية التي يوفرها تشملهما بسبب وجود الارتفاع الطفيف عن سطح الهاتف والذي يمنع تلامس الجهتين بأسطح أخرى.
بالإضافة لذلك، يضم السطح البلاستيكي ثلاثة أزرار معدنية اثنان على اليسار للتحكم بالصوت وثالث في أعلى اليمين لزر الإطفاء/التشغيل، ويوجد ستة ثقوب في العازل لتمكين الوصول لزر التبديل إلى وضع الصامت، موَّصل القاعدة، منفذ السماعات والمصادح (مكبِّرات الصوت).

## المشاكل التقنية

### الهوائي
قامت أبل بتوفير تطبيق آيفون 4 كيس لكل المستخدمين ليحصلوا على عازل مجانى سواء المصنوع بشركة أبل أو المصنوع بواسطة بعض الشركات الشريكة لأبل، ثم أصدرت تحديث لنظام آى أو إس قام بحل مشكلة الهوائى تماماً وانتهت المشكلة.

## ردود الفعل
ردة فعل الإعلام لإعلان ستيف جوبز عن الآيفون 4 كانت إيجابية بشكل عام. الإعلان تضمن معلومات لم تكن قد خرجت إلى العلن مع النسخ المسربة. فوكس نيوز قالت: (رؤية الجهاز وهو يعمل بكامل وظائفه كان أكثر إفصاحاً من التحديق في صور جيزمودو للوحدة الاختبارية). رودري مارسدن من ذي إندبندنت قال: (بالنسبة لمكالمات الفيديو وخاصية فيس تايم فهي ليست ميزة مذهلة) بدلاً من ذلك ركز على كون الجهاز (أكثر قوة من سلفه، أسرع وأسهل في الاستخدام وسيقوم بمهام كانت مستحيلة على سابقه بغاية في السهولة). سي نت شرحت في مقالة كيف أنها ترى أن الإعلان عن برنامج تحرير الفيديو آي موفي لأجهزة آي أو إس كان (الجزأ الأكثر تشويقاً من الكلمة الرئيسية في المؤتمر). المقالة نوهت بأن كاميرا الجهاز تستطيع تصوير الفيديو عالي الدقة ثم تعديله من الجهاز ذاته، واصفة ذلك بأنه (منصة تعديل محمولة حقيقية).